# Citostoma

Esquema de un paramecio donde se aprecia el citostoma

El citostoma o boca celular, es una abertura por donde entran las partículas alimenticias a las células con membrana resistente especializadas para la fagocitosis.
Generalmente tiene forma de microtubo, embudo o ranura. El alimento va directamente al citostoma, y se guarda en las vacuolas. Solamente ciertos grupos de protozoos, como los ciliados, por ejemplo los paramecios, y como los flagelados, por ejemplo los euglénidos, tienen citostomas.
- Datos: Q775012